# Авралёв, Владимир Васильевич
Владимир Васильевич Авралёв (25 июня 1948; Пхеньян — 19 февраля 2006; Воронеж) — баянист, музыкальный педагог, музыкант, солист филармонии, руководитель оркестра. Заслуженный артист РСФСР (1991). Основатель фабрики музыкальных инструментов «Акко» в Воронеже.

## Биография
Родился 25 июня 1948 года в Пхеньяне.
В 1966 году закончил Куйбышевское музыкальное училище (ныне — Самарское музыкальное училище имени Д. Г. Шаталова), по классу баяна (у преподавателя Д. Г. Шаталова).
В  1971 году окончил Горьковскую консерваторию (ныне — Нижегородская государственная консерватория имени М. И. Глинки), по классу баяна А. М. Трушина, Николая Чайкина, а в 1977 году — ассистентуру-стажировку в той же консерватории.
С 1966 по 1971 годы преподавал в Горьковском музыкально-педагогическом училище по классу баяна, в 1971-72 годах — в Кузнецком музыкальном училище Пензенской области. Солист Горьковской (1967-1971 гг.) и Воронежской (1973-1975 гг.) филармоний.
С 1973 преподаватель по классу баяна в Воронежском институте искусств, музыкальном училище, был руководителем оркестра баянистов в детской музыкальной школе Воронежа. С 1982 по 1992 солист Воронежской областной филармонии
В 1991 году он основал Воронежскую фабрику музыкальных инструментов «АККО» в Воронеже, которая занимается выпуском баянов, и аккордеонов разной модификации. В настоящее время предприятие является крупнейшим производителем цельнопланочных баянов и аккордеонов в России. За последнее время несколько лауреатов Кубка мира играли на этих инструментах.
В последние годы Владимир Авралёв занимался строительством концертного зала на базе фабрики «АККО», которое так и не успел завершить.
Скончался 19 февраля 2006 года.

### Семья
- Сын — Дмитрий Владимирович Авралёв, живёт в Воронеже, директор фабрики «АККО».
- Дочь — Ирина Владимировна Авралёва — художественный руководитель Воронежской областной филармонии.

## Награды, звания
- Первая премия на международном конкурсе в Клингентале (ГДР), 1976.
- Почетное звание Заслуженный артист РСФСР, Указ Президиума Верховного Совета РСФСР от 25 марта 1991 года.
- Серебряный диск международного фестиваля «Баян и баянисты», 2004[10].

## Память
- Ежегодный фестиваль имени Владимира Авралёва в Воронеже[11].
- Зубкова, Ольга, Совершенное мастерство. Посвящается памяти известного воронежского баяниста, ГТРК «Воронеж».

## Дискография
- Владимир Авралев (баян). Н. Чайкин, Г. Закс, М. Регер, А. Тимошенко, Мелодия, 1978, Соната № 2 для баяна до минор (Н. Чайкин)[12]